# Hussein Habasch

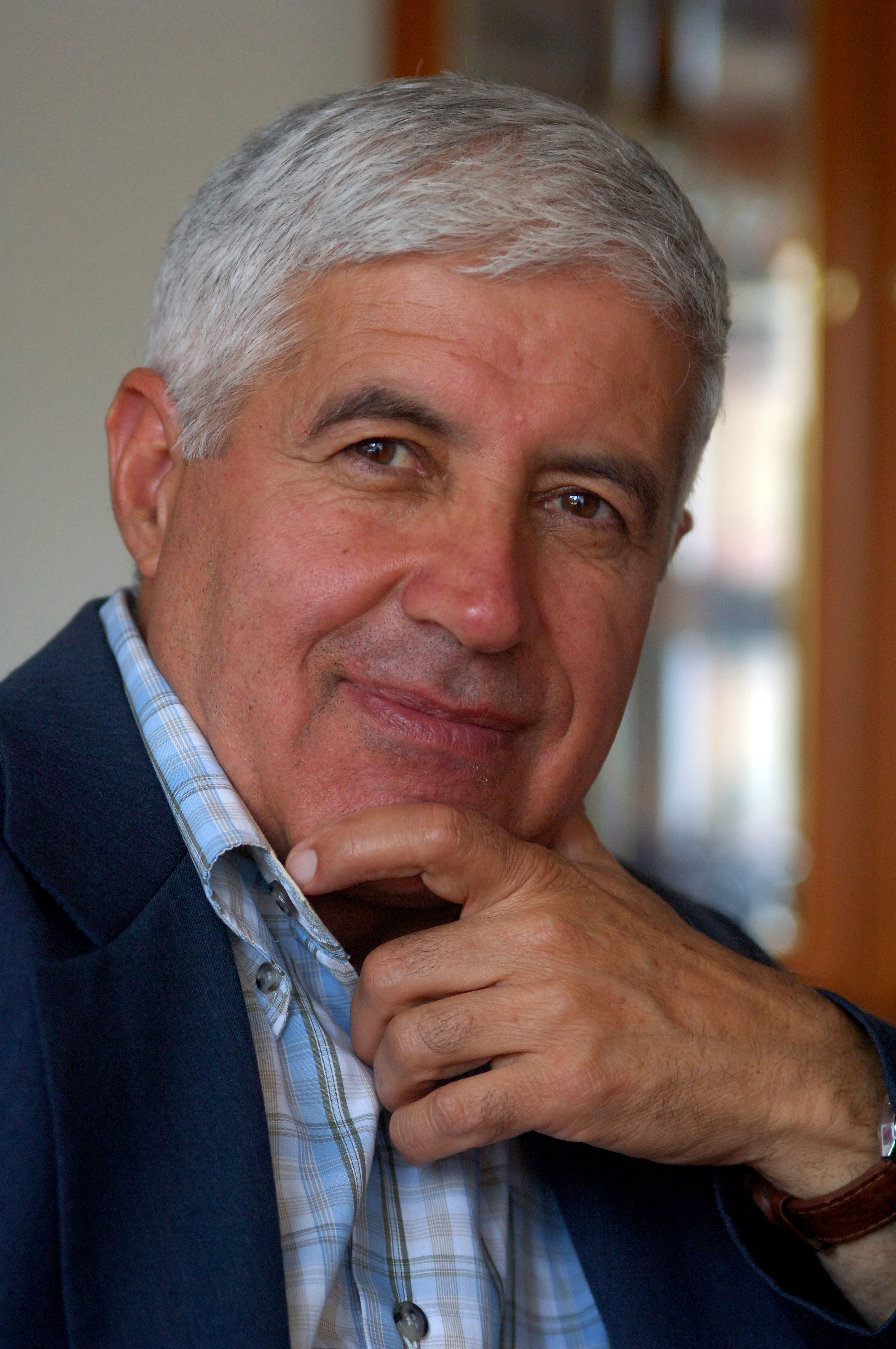
Hussein Habasch (2005)

Hussein Habasch oder Husên M. Hebeş (* 23. September 1948 in Jakmak-Saghir im Distrikt Afrin, Kurdistan in Syrien) ist ein syrischer Übersetzer, Lyriker und Sprachforscher kurdischer Volkszugehörigkeit.

## Leben
Hussein Habasch begann 1970, Gedichte in  kurdischer und arabischer Sprache zu verfassen.
Er studierte Journalistik an der Lomonossow-Universität Moskau und promovierte dort im Jahr 1983. Im Jahr 1984 übersiedelte Hussein Habasch nach Deutschland. Er lebt und arbeitet in Bonn.
2000 nahm der Autor eine Lehrtätigkeit für kurdische Muttersprachler bei der Stadt Bonn auf. Außerdem war er vom Sommersemester 2008 bis zum Sommersemester 2010 Lehrbeauftragter für Kurdisch am Institut für Orient- und Asienwissenschaften der Universität Bonn. Habasch ist als Übersetzer aus dem Arabischen, Russischen, Englischen und Deutschen ins Kurdische tätig. Seit November 2011 beschäftigte er sich mit den Avesta- und Parthisprachen, er übersetzt aus diesen ins Kurdische.
Er veröffentlichte mehr als 18 Bücher und zahlreiche Artikel und hielt vielfach Vorträge in Deutschland und im Ausland. Einige seiner Gedichte sind in 18 Sprachen übersetzt worden. Zudem nahm er an zahlreichen internationalen Poetry Festivals teil, wie z. B. 2010 am internationalen Poetry Festival in Istanbul.
Habasch war von 1993 bis 1996 Präsident des Kurdischen PEN-Zentrum e.V. Er ist Mitglied des Verbandes Deutscher Schriftsteller (VS).
Seit August 2017 übersetzt der Lyriker Habasch das Gedicht der Woche ITHACA ins Kurdische, das von der Zeitschrift Raman in Erbil (Irak Autonome Region Kurdistan)  publiziert wird.

## Werke
- „Die Wunde des Berges.“ (kurdisch) 1978
- „Das Lied des Leidens und der Hoffnung.“ Dokumentarfilm (russisch) 1977
- „Die Rolle der Zeitschrift Hawar in der Entwicklung der kurdischen Kultur.“ Dissertation  (russisch) 1983
- „Ausgewählte Gedichte von M. Lermonotov.“ Übersetzung aus dem Russischen ins Kurdische 1983
- „Kurdische Volksdichtung“ (kurdisch) 1987
- „Journalistik.“ Übersetzung aus dem Russischen ins Arabische, Beirut 1986
- Dort funkeln die Lippen der Steine. (kurdisch) 1994 und die deutsche Übersetzung, Avlos Verlag 1994
- „Der Aufschwung der kurdischen Kultur in der Zeitschrift Hawar.“ Studie (kurdisch) 1996, zweite Auflage, Beirut 1999
- Die Mandelbäume verbrennen ihre Früchte. Gedichte (kurdisch) 1998 und die deutsche Übersetzung, Avlos Verlag 1998
- als Hrsg.: Der 90-jährige Geburtstag des großen Sprachenwissenschaftlers Quanatê Kurdo. Hogir Verlag, 2000
- als Hrsg. und Übers.: „Heinrich Heine. Gedichte“ (kurdisch), Hogir Verlag, 2001
- als Hrsg.: „Balladen aus der kurdischen Volksdichtung.“ (kurdisch) Hogir Verlag, Bonn 2001
- „Magyar-Angol-Kurd. Hungarian-English-Kurdish.“ Kurdish translation, Toro Kaido, Zalaegerszeg, Ungarn 2005
- Ronahiyê birîn meke / Verletze das Licht nicht. (Kurdisch-Deutsch) Gedichtband. Hogir Verlag, Bonn 2005
- als Hrsg.: Abdulla Paschew, Helbijartin ji hemû Dîwanên wî. Ausgewählte Gedichte von Abdulla Paschew. Transkription und Wörtererklärung aus dem Sorani ins Kurmandji. Belki, Istanbul 2006
- Schreiben auf dem Gesicht der Zeit. Gedichte, Deutsch-Kurdisch, Free Pen Verlag, 2013, ISBN 978-3-938114-82-7.
- als Hrsg.: Gelebte Mehrsprachigkeit: Zungenbrecher, Lieder, Kinder- und Abzählreime, Bewegungsspiele, Sprachstark Kurdisch.
- Afrin und das Lebewesen, das Mensch genannt wurde, Efrîn û canberê bi mirov hatîye navandin. Gedichtband / Helbest. Hogir Verlag, Bonn 2018, ISBN 978-3-935191-13-5.
- Afrin and the Creature that used to be called Human Being, Efrîn û canberê bi mirov hatîye navandin. Poems. Helbest, Co/Edition, Hogir Verlag, Bonn, ISBN 978-3-935191-14-2, und Cross-Cultural Communications, New York, ISBN 978-0-89304-532-6, Library of Congress Control Number: 2018956920
- Raperîna çanda kurdî di kovara Hawarê de, çapa 3. SerSera, Berlin, 2019, ISBN 978-3-96640-021-3
- als Hrsg. mit Tosinê Reşîd: Qanatê Kurdo, Jîyan û Helwest (Lêkolîn û bîranînên 90salî û 100salîyê). ápa 3, SerSera, Berlin 2019, ISBN 978-3-96640-041-1
- Ji helbestvanîya cîhanî 1 Helbesta hefteyê Îthaka, Efrîn di helbestvanîyê de. From World Poetry 1 The poem of the Week Ithaca. Afrin in Poetry. Hussein Habasch translated it from German, Englisch, Russian and Arabic into Kurdisch. Hogir Verlag Bonn & SerSera, Berlin 2020, ISBN 978-3-935191-20-3.

## Internationale Poetry Festivals
Auf den folgenden Festivals war Hussein Habasch als Redner eingeladen:
- internationalen Poetry Festival in Istanbul[1]
- Mihai Eminescu International Poetry Festival 17-20 de Septiembre[3]

## Rezeption
„Und auf dem Heidelberger Tisch neben dem verschiedenen Panettone ein Gedichtband: ‚Sehen Sie, das wollte ich Ihnen zeigen: Hussein Habasch: Die Mandelbäume verbrennen ihre Früchte. Ein Kurde, der hier in Deutschland lebt und wunderbare Gedichte schreibt. Ich habe lange nichts so schönes gelesen. Schreiben Sie das!‘ wie befohlen.“

„Reading Afrin and the Creature that used to be called Human Being, one comes away with the necessity of being reborn in beauty and sancity to truly becomme Human.“

„Er gibt den Opfern eine Stimme ohne Haß, ohne Wut, einfach indem er sie beschreibt. Kaum jemand findet eine solche Sprache für das Leid, intensiv und doch frei von Pathos.“